# Katafýgio (ort i Grekland)
Katafýgio är en ort i Grekland.   Den ligger i prefekturen Nomós Kozánis och regionen Västra Makedonien, i den norra delen av landet, 290 km nordväst om huvudstaden Aten. Katafýgio ligger 1 578 meter över havet och antalet invånare är 218.
Terrängen runt Katafýgio är bergig österut, men västerut är den kuperad. Runt Katafýgio är det ganska glesbefolkat, med 26 invånare per kvadratkilometer. Närmaste större samhälle är Velventós, 5,8 km väster om Katafýgio. I omgivningarna runt Katafýgio växer i huvudsak blandskog.